# Henotesia exocellata
Henotesia exocellata är en fjärilsart som beskrevs av Paul Mabille 1879. Henotesia exocellata ingår i släktet Henotesia och familjen praktfjärilar. Inga underarter finns listade i Catalogue of Life.